# النصب التذكاري الماسوني القومي لجورج واشنطن
النصب التذكاري الماسوني القومي لجورج واشنطن هو عبارة عن مبنى ماسوني قابع في أليكساندريا، بفرجينيا، وبالقرب من واشنطن العاصمة العاصمة. يعتبر المبنى تذكيراً لأول رئيس أمريكي للولايات المتحدة و للماسوني جورج واشنطن مؤسس الدولة. تم بناء هذا المبنى على طراز حديث لمنارة الإسكندرية القديمة، بمصر.